# 道の駅近江母の郷
道の駅近江母の郷（みちのえき おうみははのさと）は、滋賀県米原市宇賀野にある滋賀県道2号大津能登川長浜線の道の駅である。

## 概要
1997年（平成9年）4月、旧近江町によって開駅。琵琶湖の湖畔に位置している。駅名となっている「母の郷」とは、この地域の特産品である近江真綿が女性の手によって製造されていたことに由来している。
2022年度（令和4年度）より、米原市が当駅の運営にコンセッション方式（PFI）を導入。指定管理者として、グランスノー奥伊吹を運営する奥伊吹観光をはじめとするコンソーシアム「奥伊吹SPC株式会社」を選定。同社には、民間資金等の活用による公共施設等の整備等の促進に関する法律（PFI法）の規定に基づき公共施設等運営権が設定されている。

## 施設
- 駐車場
  - 普通車：78台[3]
  - 大型車：3台[3]
  - 身障者用：6台[3]
- トイレ
  - 男：大・小17
  - 女：10
  - 身障者用：3
- くらしの工芸館（9:00 - 17:00）
  - 観光案内所
  - 展示室
  - 宿泊施設（2022年時点で宿泊受け入れを休止している）
- お食事処 母の郷[4]（レストラン、11:00 - 14:00）[3]
- 物産交流館さざなみ[3][4]（売店・農産物直売所・軽食コーナー、9:00 - 17:00）
- ふれあいドーム（屋内体育施設）
- テニスコート[4]
- ふれあい広場（芝生公園）[4]
- さくら公園[4]

### 管理団体
- 設置者：米原市
- 指定管理者：奥伊吹SPC株式会社[5][6][7]

## 休館日
- 毎週火曜日[3]
- 年末年始[3]

## アクセス
- 滋賀県道2号大津能登川長浜線（湖周道路）[4] - 登録路線

自動車
- 北陸自動車道米原ICより約10分。
- 西日本旅客鉄道（JR西日本）・東海旅客鉄道（JR東海）・近江鉄道米原駅より約10分。

## 周辺
- 琵琶湖
- 福田寺、枯山水庭園
- 近江はにわ館
- 長浜城歴史博物館
- かぶと山